# Saara Valtola
Saara Valtola, née le 31 mars 1988 à Mikkeli, est une joueuse professionnelle de squash représentant la Finlande. Elle atteint en mai 2010 la 163e place mondiale sur le circuit international, son meilleur classement.
Elle est championne de Finlande en 2011.

## Palmarès

### Titres
- Championnats de Finlande : 2011